# Macreuse à ailes blanches
Melanitta deglandi
Espèce
Statut de conservation UICN

 LC  : Préoccupation mineure
La Macreuse à ailes blanches (Melanitta deglandi) est une espèce d'oiseaux de la famille des Anatidae, qui fut longtemps considérée comme une sous-espèce américaine de la Macreuse brune (Melanitta fusca). Sa dénomination spécifique commémore le zoologiste français Côme-Damien Degland (1787-1856).

## Description
Le bec fort est caractéristique chez ces canards ; il est noir à la base et le bout est renflé. Il s'agit de la plus grande espèce de macreuses, la femelle pesant de 950 à 1 950 grammes pour une longueur de 48 à 56 cm, en moyenne 1 180 grammes pour 52,3 cm. Elle est brune avec des taches pâles au niveau de la tête. Le mâle pèse de 1360 à 2 128 grammes et 53 à 60 cm de longueur, en moyenne 1 380 grammes pour 55 cm. Il est entièrement noir, à l'exception du contour des yeux et d'un miroir sur les ailes tous deux blancs.
Quelques caractéristiques diffèrent entre les populations de l'Est de la Sibérie et celles d'Amérique, de l'Alaska et du Canada jusqu'à l'ouest de la baie d'Hudson. Les mâles américains ont les flancs plus bruns, la coloration jaune du bec plus sombre et moins étendue, s'approchant de celle de la Macreuse brune. La forme asiatique a une tache très grande plutôt jaune-orange à la base du bec. Les femelles sont morphologiquement identiques.

## Écologie et comportement

### Reproduction
Le nid est construit sur le sol près de la mer, les lacs ou les rivières, dans les forêts ou la toundra. De 5 à 11 œufs rosés sont pondus, mesurant en moyenne 46,9 mm de largeur, 68,2 mm de longueur pour un poids de 82,4 grammes. La période d'incubation peut aller de 25 à 30 jours. Après environ 21 jours, les femelles voisines peuvent commencer à se montrer agressives envers les autres femelles, entraînant la confusion et parfois le mélange des couvées. Une femelle peut ainsi se retrouver avec près de 40 petits. La femelle s'occupe de sa couvée pendant trois semaines, puis abandonne les canetons, mais les jeunes restent généralement ensemble trois autres semaines. Ils pourront voler à l'âge de 63 à 77 jours.

### Régime alimentaire
En eau douce, cette espèce se nourrit principalement de crustacés et d'insectes, tandis qu'en eau salée, elle consomme mollusques et de crustacés. La sous-espèce américaine a pour aliment de prédilection l'amphipode Hyalella azteca en eau douce, et en mer les bivalves Protothaca staminea, les espèces du genre Siliqua et Mesodesma arctatus.

## Répartition et habitat
La Macreuse à ailes blanches niche dans l'extrême nord de l'Asie à l'est du bassin de l'Ienisseï, et en Amérique du Nord. Elle hiverne plus au sud dans les zones tempérées, sur les Grands Lacs, les côtes du nord de la France et les côtes sud du Canada, et en Asie jusqu'au sud de la Chine. Elle se regroupe en nombre sur les eaux côtières qui lui sont favorables et forme alors des bandes serrés, dans lesquelles les oiseaux ont tendance à décoller ensemble.

## Taxinomie
Elle est parfois considérée comme conspécifique de la Macreuse brune. Ces deux espèces sont, avec la Macreuse à front blanc, placées dans le sous-genre Melanitta, distinct du sous-genre Oidemia, comprenant les macreuses noires et à bec jaune. De nombreuses autorités considèrent maintenant la race asiatique (M. d. stejnegeri) et la race américaine (M. d. deglandi) comme des espèces distinctes.[réf. nécessaire]

### Sous-espèces
D'après Alan P. Peterson, cette espèce est constituée des sous-espèces suivantes :
- Melanitta deglandi stejnegeri (Ridgway) 1887 : centre et est de la Sibérie ;
- Melanitta deglandi deglandi (Bonaparte) 1850 : Alaska et Canada.